# Rozanich István
Rozanich István (Csáktornya, 1912. augusztus 28. – Houston, 1984. november 5.) magyar költő, író és újságíró.

## Tanulmányok
Rozanich István 1912-ben született a muraközi Csáktornyán. Iskoláit a Fejér vármegyei Sárkeresztúron és Székesfehérváron végezte. Ott érettségizett a Ciszterci Szent István Gimnáziumban.
Érdeklődése már ekkor az irodalom és  a költészet felé fordult, gimnáziumi osztálytársaival kiadtak egy antológiát, Jövőnk címmel.

## Életút
Rozonich István újságírói pályája érettségijét követően indult, belsőmunkatársa lett az Új Fehérvár című napilapnak. A második világháború során először Erdélybe, majd  Újvidékre költöztek. 1942-ben megjelent a Gonoszok című ifjúsági regénye.
1945 nagycsütörtökén családjával nyugatra menekült. Bajorországot, Franciaországot és Belgiumot követően végül 1949-ben Venezuelában telepedtek le.
Rozonich 1956-tól Caracasban minden szabadidejét a Caribi Újság hetilap szerkesztésére áldozta. Mellette a szépirodalomnak sem fordított hátat, 1954-ben A harangozó csodája című történelmi kisregénye látott napvilágot az USA-ban, majd 1974-ben a Kenyér és bor" című verseskötetével gazdagította a magyar emigrációs irodalmat, mely a Buenos Aires-i Transylvania könyvkiadó gondozásában jelent meg.
Műfordításai is jelentősek, több venezuelai költőt fordított magyarra, egy kötetnyi verset pedig a német irodalomból ültetett át magyar nyelvre.
Rozonich élete utolsó éveit az Egyesült Államokban töltötte. 1984. november 5-én halt meg Houstonban.
Halálát követően, 2005-ben Magyarországon angol nyelvű verseinek gyűjteménye Selected Poems (Válogatott versek) címmel jelent meg.

## Fordítás
- Ez a szócikk részben vagy egészben  az   Istvan Rozanich című angol Wikipédia-szócikk ezen változatának fordításán alapul.  Az eredeti cikk szerkesztőit annak laptörténete sorolja fel. Ez a jelzés csupán a megfogalmazás eredetét és a szerzői jogokat jelzi, nem szolgál a cikkben szereplő információk forrásmegjelöléseként.